# Brachypodosaurus gravis
Brachypodosaurus gravis  (gr. “reptil de patas cortas”)es la única una especie conocida del género dudoso  extinto Brachypodosaurus de dinosaurio ornistisquio tireóforo, que vivió a finales del Cretácico, hace aproximadamente 71 y 65 millones de años, en el Maastrichtiense, en lo que hoy es India. Brachypodosaurus era un pequeño dinosaurio acorazado, uno de los últimos, que media 2,00 metros de largo y 1,20 de alto con un peso de 200 kilogramos. 
Brachypodosaurus fue encontrado en la Formación Lameta, en la India, fue descrito en 1934 como un estegosáurido, comparándolo con el dravidosaurio, pero actualmente se sabe que este fue un plesiosaurio. Se lo conoce por solo un húmero. Este ornithischia pudo haber sido un  anquilosauriano o un estegosauriano debido a los pocos restos encontrados. Wilson et al., dudan de su afinidad con los estegosauriano en 2003.